# Neumichtis
Neumichtis là một chi bướm đêm thuộc họ Noctuidae.

## Các loài
- Neumichtis adamantina (Turner, 1906)
- Neumichtis archephanes Turner, 1920
- Neumichtis callisina (Turner, 1902)
- Neumichtis expulsa (Guenée, 1852)
- Neumichtis iorrhoa (Meyrick, 1902)
- Neumichtis mesophaea (Hampson, 1906)
- Neumichtis nigerrima (Guenée, 1852)
- Neumichtis prolifera (Walker, 1856)
- Neumichtis saliaris (Guenée, 1852)
- Neumichtis sepultrix (Guenée, 1852)
- Neumichtis signata (Lower, 1905)
- Neumichtis spumigera (Guenée, 1852)